# Priestertum (Kirche Jesu Christi der Heiligen der Letzten Tage)
Das Priestertum der Kirche Jesu Christi der Heiligen der Letzten Tage ist die Macht und Vollmacht, im Namen Gottes zu handeln. Die Kirche Jesu Christi führt diese Vollmacht über ihren Gründer Joseph Smith direkt auf Johannes den Täufer und die Apostel Petrus, Jakobus und Johannes zurück.
Damit ein Mitglied der Kirche das Priestertum tragen kann, muss ihm ein bevollmächtigter Priestertumsträger das Priestertum übertragen und ihn zu einem Amt darin ordinieren. Die Kirche ordiniert ausschließlich Männer.
Für männliche Mitglieder der Kirche Jesu Christi ist die Übertragung des melchisedekischen Priestertums eine Voraussetzung für die Erhöhung im celestialen Reich. Das Priestertum wird jedem Mann übertragen, wenn dieser dem geforderten Standard geistlicher Würdigkeit nachkommt und ein bestimmtes Alter oder einen Lebensabschnitt (Berufung, Mission, Ehe) erreicht hat.

## Einteilung und Ämter
Es werden das aaronische und das melchisedekische Priestertum unterschieden.
Das aaronische Priestertum wird auch als vorbereitendes Priestertum bezeichnet. Es kann Jungen im Januar des Jahres, in dem sie 12, 14 oder 16 Jahre alt werden, übertragen werden. Die Ordinierungen finden für gewöhnlich im Laufe des Januars statt. Die Ämter darin sind, mit aufsteigendem Rang:
- Diakon
- Lehrer
- Priester
- Bischof (sofern sie von Aaron abstammen, die notwendige Reife besitzen und Anspruch auf das Amt erheben)

Werden Männer im Erwachsenenalter getauft, so wird ihnen in der Regel nach der Taufe das aaronische Priestertum übertragen und sie werden zum Amt eines Priesters ordiniert.
Das melchisedekische Priestertum wird auch als das höhere oder präsidierende Priestertum bezeichnet. Es kann Männern ab dem 18. Lebensjahr verliehen werden. Die Ämter darin sind:
- Ältester
- Hohepriester
- Siebziger
- Patriarch (Sonderstellung außerhalb der sonstigen Hierarchie)
- Ratgeber in der Ersten Präsidentschaft (zeitlich befristet, abhängig vom Präsidenten)
- Apostel
- Präsident der Kirche (er bleibt Apostel, gehört aber nicht mehr zum Kollegium der Zwölf)

Mit Ausnahme von Apostel- und teilweise Siebzigeramt werden alle Ämter ehrenamtlich und vorübergehend wahrgenommen.
Die englische Bezeichnung „Elder“ (deutsch: Ältester) wird auch im Deutschen als Titel und Anrede für männliche Vollzeitmissionare verwendet, ebenfalls für amtierende Siebziger und Apostel.

## Organisation des Priestertums

### Priestertumskollegien
Ein Priesterkollegium ist eine organisierte Gruppe von Männern, die das gleiche Priestertum tragen. Jeder Priestertumsträger ist Mitglied in einem Priestertumskollegium. Es wird von einem Priestertumsträger aus den eigenen Reihen geleitet. Die gegenwärtige Einbindung in ein Kollegium ist ebenso notwendig wie die historische Rückbindung an Jesus Christus durch die Weihekette.
Die Kollegien des aaronischen Priestertums und die Ältestenkollegien sind auf Gemeindeebene organisiert, Hohepriesterkollegien sind auf Pfahlebene organisiert. Siebzigerkollegien sind auf der Ebene der Gesamtkirche organisiert. Es gibt fünf Siebzigerkollegien und grundsätzlich ein Apostelkollegium. Das höchste Kollegium ist das der Ersten Präsidentschaft.
Die Mitgliederzahl jedes Kollegiums, mit Ausnahme des Hohepriesterkollegiums, ist nach oben begrenzt, so dass es bei Überschreitung der Grenze in einer Gemeinde geteilt wird.
Für die männlichen Mitglieder der Kirche ist die Übertragung des Priestertums erforderlich, um den Tempel betreten zu dürfen.

#### Diakonskollegium
Das Amt des Diakons ist Teil des aaronischen Priestertums. In einem Diakonskollegium sind maximal 12 Jungen im Alter von 11 bis 13 Jahren organisiert. Zu ihren Aufgaben zählt das Austeilen des Abendmahls, Ordnerdienst in der Abendmahlsversammlung und nach Aufforderung in anderen Versammlungen, das Einsammeln des Fastopfers sowie nach Aufforderung Hilfsdienste für den Bischof.
Die Präsidentschaft des Kollegiums besteht aus einem Präsidenten und zwei Ratgebern. Ihnen steht als Berater ein Ratgeber des Bischofs zur Seite.

#### Lehrerkollegium
Das Amt des Lehrers ist Teil des aaronischen Priestertums. In einem Lehrerkollegium sind maximal 24 Jungen im Alter von 13 bis 15 Jahren organisiert. Sie können alle Aufgaben eines Diakons wahrnehmen. Zusätzlich sollen sie nach Auftrag zusammen mit einem Träger des Melchisedekischen Priestertums als Betreuer in der Seelsorge tätig sein – jede Familie in der Gemeinde soll von ihren Betreuern nach Möglichkeit regelmäßig zu Hause besucht werden. Ihre Aufgabe im Gottesdienst ist die Vorbereitung des Abendmahls. Des Weiteren sind sie berufen, die Mitglieder der Kirche zu ermahnen, zu beten und ihren Pflichten nachzukommen. Theoretisch könnte ein Lehrer im aaronischen Priestertum die Leitung des Gottesdienstes übernehmen, wenn kein melchisedekischer Priestertumsträger anwesend ist.
Die Präsidentschaft des Kollegiums besteht aus einem Präsidenten und zwei Ratgebern. Ihnen steht als Berater ein Ratgeber des Bischofs zur Seite.

#### Priesterkollegium
Das Amt des Priesters ist Teil des aaronischen Priestertums. In einem Priesterkollegium sind maximal 48 junge Männer im Alter von 15 bis 18 Jahren organisiert. Sie können alle Aufgaben eines Lehrers wahrnehmen. Zusätzlich haben sie die Aufgabe, das Abendmahl zu segnen, zu taufen und jemanden im aaronischen Priestertum zu ordinieren.
Der Präsident des Kollegiums ist der Bischof. Ihm stehen zwei Assistenten aus den Reihen der Priester zur Seite.

#### Ältestenkollegium
Das Amt des Ältesten ist ein Amt im melchisedekischen Priestertum und das höchste Amt, das jedem als würdig angesehenen Mann in der Kirche verliehen wird. In einem Ältestenkollegium sind maximal 96 Männer ab 18 Jahren organisiert. Sie können alle Aufgaben des aaronischen Priestertums wahrnehmen. Zusätzlich haben sie die Vollmacht, die Gabe des Heiligen Geistes zu spenden (zu konfirmieren), Kranke zu segnen, einen Segen des Trostes und der Stärkung zu geben, Kinder zu segnen und weitere segnende heilige Handlungen zu vollziehen.
Für Männer ist dieses Amt eine notwendige Voraussetzung, um an den Vorverordnungen, dem Endowment und der Ehe-Siegelung im Tempel teilnehmen zu können und um als Missionar berufen zu werden.
Die Präsidentschaft des Kollegiums besteht aus einem Präsidenten und zwei Ratgebern.

#### Hohepriesterkollegium
Das Amt des Hohepriesters ist ein Amt im melchisedekischen Priestertum, welches nicht allen würdigen Männern verliehen wird, sondern nur ausgewählten Führungs-Personen. Seine Vollmacht ist der Vollmacht des Ältesten gleich, mit dem Unterschied, dass bestimmte Ämter und Berufungen von Hohepriestern besetzt werden müssen. Dazu gehört das Amt des Bischofs (Gemeindeleiters). Hohepriester sollen vor allem präsidieren und leiten. Seit April 2018 sind alle Hohepriester dem Ältestenkollegium in ihrer Gemeinde zugeordnet. Die örtlichen Gruppen von Hohepriestern mit einem Gruppenleiter, die bis dahin existierten, wurden aufgelöst. Mit dem Ende der Führungsfunktion gehören sie nicht mehr zum Kollegium der Hohepriester auf Pfahlebene.
Die Präsidentschaft des Kollegiums besteht aus dem Pfahlpräsidenten und seinen beiden Ratgebern.

#### Siebzigerkollegien
Das Amt des Siebzigers ist ein Amt im melchisedekischen Priestertum. Im ersten Kollegium der Siebzig sind Männer auf Lebenszeit berufen, die mit 70 Jahren emeritiert werden. Im zweiten Kollegium der Siebzig sind Männer auf fünf Jahre berufen. Diese beiden Kollegien zählen zu den Generalautoritäten der Kirche. Sie übernehmen übergeordnete Verantwortung für Sachgebiete weltweit und oft werden sie als Gebietspräsidenten bzw. deren Ratgeber oder als Missionspräsidenten berufen. Sie üben ihre Funktion hauptamtlich aus, geben also bei ihrer Berufung ihren vorherigen Beruf auf.
Das dritte bis fünfte Siebzigerkollegium umfasst die sogenannten Gebietsautoritäten, die in ihrem Heimatgebiet als übergeordnete Führer berufen sind. Auch sie dienen meist für fünf Jahre und werden oft als Ratgeber in Gebietspräsidentschaften oder als Missionspräsidenten berufen. Sie üben ihre Funktion ehrenamtlich aus.
In jedem Siebzigerkollegium sind höchstens 70 Männer organisiert; bei Überschreitung dieser Anzahl erfolgt auch eine Teilung. Bis zu 7 Siebzigerkollegien sind möglich.
Über allen Siebzigerkollegien präsidiert eine gemeinsame Präsidentschaft aus sieben Siebzigern.

#### Kollegium der Zwölf Apostel
Das zweithöchste leitende Gremium in der Kirche Jesu Christi ist das Kollegium der Zwölf Apostel. Die Zwölf Apostel erfüllen auf Weisung der Ersten Präsidentschaft wichtige Verwaltungsaufgaben; sie sorgen dafür, dass die weltweite Kirche gestärkt wird. Ihre Berufung ist es, „besondere Zeugen für Jesus Christus zu sein“. Die Heiligen der Letzten Tage betrachten die Erste Präsidentschaft und die Zwölf Apostel als Propheten, die göttliche Offenbarung und Inspiration empfangen, um die Kirche zu leiten. Die Mitglieder dieses Kollegiums sind auf Lebenszeit in dieses Amt berufen. Sie haben dieselben Vollmachten und Schlüssel inne wie der Präsident der Kirche, üben diese aber nicht aus.

#### Erste Präsidentschaft
Das höchste Führungsgremium der Kirche ist die Erste Präsidentschaft. Sie besteht aus dem Präsidenten und seinen (in der Regel) zwei Ratgebern oder Beratern. Dieses Gremium mit meist drei Mitgliedern steht der Arbeit der gesamten Kirche hinsichtlich Richtlinien, Organisation und Verwaltung in sämtlichen Angelegenheiten vor.
Seit dem 14. Januar 2018 besteht die Erste Präsidentschaft aus dem Präsidenten Russell M. Nelson, dem Ersten Ratgeber Dallin H. Oaks und dem Zweiten Ratgeber Henry B. Eyring.

### Vollmacht und Schlüssel des Priestertums
In der Kirche Jesu Christi wird zwischen der Vollmacht des Priestertums und den Schlüsseln des Priestertums unterschieden. Nur wer die Vollmacht des Priestertums hat, darf bestimmte Ämter in der Kirche ausüben und heilige Handlungen vollziehen. Grundlage dafür ist der von Joseph Smith formulierte 5. Glaubensartikel:

„Wir glauben, dass man durch Prophezeiung und das Händeauflegen derer, die Vollmacht dazu haben, von Gott berufen werden muss, um das Evangelium zu predigen und seine heiligen Handlungen zu vollziehen.“

Ein bevollmächtigter Priestertumsträger muss sich an die Richtlinien der Kirche und die Anleitungen halten, die er von seinen übergeordneten Priestertumsträgern erhält. Die Priestertumsvollmacht wird in der Kirche unter der Führung derer ausgeübt, die die Schlüssel des Priestertums besitzen. Wer die Schlüssel des Priestertums innehat, hat das Recht, in einem bestimmten Verantwortungsbereich über die Kirche zu präsidieren und sie zu leiten. So hat zum Beispiel der Bischof die Priestertumsschlüssel, die es ihm erlauben, über seine Kirchengemeinde zu präsidieren und einige Berufungen auszusprechen.
Die Schlüssel des aaronischen Priestertums haben die Bischöfe inne. Sie bestimmen, wann, unter welchen Umständen und von wem die heiligen Handlungen des aaronischen Priestertums vollzogen werden. Es sind dies im Wesentlichen die Dienste rund um das Abendmahl, die Taufe und Ordinierungen im aaronischen Priestertum.
Die Schlüssel des melchisedekischen Priestertums haben die Pfahlpräsidenten inne, die davon einen Teil an die Bischöfe und Präsidenten der Ältestenkollegien delegieren. Diese sind für die Koordinierung der Seelsorge und für die heiligen Handlungen im melchisedekischen Priestertum zuständig. Gewisse heilige Handlungen, wie Krankensegnungen, können Träger des melchisedekischen Priestertums selbstständig und ohne Anweisung ausführen.
Laut Ansicht der Kirche besitzt Jesus Christus sämtliche Schlüssel des Priestertums. Er hat seinen Aposteln die Schlüssel übertragen, die für die Führung der Kirche notwendig sind. Nur der dienstälteste Apostel, also der Präsident der Kirche, darf diese Schlüssel anwenden und die ganze Kirche regieren oder jemand anderen dazu beauftragen. Der Präsident der Kirche überträgt anderen Priestertumsführern Schlüssel des Priestertums, durch die sie in ihrem Verantwortungsbereich präsidieren können.

### Ordinierung zu einem Amt im Priestertum
Die Weisung, jemandem das Priestertum zu übertragen und ihn zu einem Amt darin zu ordinieren, erteilt derjenige, der die entsprechenden Schlüssel innehat. In einer persönlichen Unterredung überzeugt er sich von der Würdigkeit des Betreffenden. Anschließend wird der Betreffende in einer Versammlung der Priestertumsträger zur Zustimmung vorgeschlagen und von den Priestertumsträgern bestätigt. Für das aaronische Priestertum ist dies der Bischof bzw. Zweigpräsident. Handelt es sich um einen Jugendlichen, so wird, falls er das entsprechende Priestertum trägt (Priester im aaronischen Priestertum oder ein Amt im melchisdekischen Priestertum) der Vater des Jugendlichen die heilige Handlung durch Auflegen der Hände vollziehen, meist gemeinsam mit weiteren Priestertumsträgern.
Für Ämter im melchisedekischen Priestertum, konkret Ältestenkollegiumspräsident, Ältester und Hohepriester, ist dies der Pfahlpräsident.
Siebziger werden vom Kollegium der Zwölf Apostel vorgeschlagen und ordiniert. Sie werden von der gesamten Kirchenmitgliedschaft bei einer Generalkonferenz bestätigt. Apostel werden von der Ersten Präsidentschaft vorgeschlagen, zunächst vom Kollegium der Zwölf bestätigt, vom Kollegium der Zwölf und der Ersten Präsidentschaft gemeinsam ordiniert und dann der gesamten Mitgliedschaft bei einer Generalkonferenz zur Bestätigung vorgelegt.
In der Kirche wird gelehrt, dass diejenigen, die die Schlüssel dazu haben, von Gott Inspiration erhalten, ob sie jemandem das Priestertum übertragen bzw. ihn zu einem Amt darin ordinieren sollen oder nicht. Gegenstimmen zu Ordinierungen kommen innerhalb der Kirche nur selten vor.

## Wiederherstellung und Geschichte

Ein Bild aus dem 19. Jahrhundert, das Johannes den Täufer zeigt, der Joseph Smith und Oliver Cowdery das aaronische Priestertum überträgt.

Gemäß den Lehren der Kirche Jesu Christi der Heiligen der Letzten Tage ist das Priestertum, wie es heute in der Kirche praktiziert wird, die Wiederherstellung des Priestertums aus alter Zeit, wie es durch himmlische Boten schrittweise dem Kirchengründer Joseph Smith gebracht wurde.
Als erstes sei am 15. Mai 1829 am Susquehanna in Pennsylvania Johannes der Täufer erschienen und habe Joseph Smith und seinem Mitarbeiter Oliver Cowdery das aaronische Priestertum übertragen, das Johannes laut Überlieferung des Lukasevangeliums von seinem Vater, dem Tempelpriester Zacharias, und letztlich von seinem Vorfahren Aaron geerbt hatte.
Einige Wochen später – das genaue Datum ist nicht überliefert – seien Petrus, Jakobus und Johannes erschienen und hätten Joseph Smith das melchisedekische Priestertum, das sie von Jesus Christus persönlich erhalten hatten, übertragen.
Weitere Schlüssel habe der Prophet in Gegenwart seines Ratgebers Sidney Rigdon am 3. April 1836 im Tempel in Kirtland, Ohio, von Mose, Elias und Elija erhalten (Elias und Elija sind nach Lehre der Kirche zwei verschiedene Personen).
Unter dem ersten Präsidenten der Kirche Jesu Christi, Joseph Smith, wurden schwarze Mitglieder zum Priesteramt in der Kirche ordiniert. Der berühmteste Priestertumsträger afrikanischer Herkunft war Elijah Abel, der Ältester und später auch Siebziger war. Nach dem Tod Smiths und der Amtsübernahme durch Brigham Young wurden Männer mit schwarzafrikanischen Vorfahren bis 1978 nicht mehr zum Priestertum ordiniert. Aus heutigem Verständnis entsprach dies höchstwahrscheinlich der damals in den USA allgemein herrschenden rassistischen Einstellung. Es ist keine offizielle Erklärung bekannt, warum Brigham Young die Einschränkung aussprach. Im Jahr 1978 hob Präsident Spencer W. Kimball dieses Priestertumsverbot auf. Seither kann jeder würdige Mann, unabhängig von Rasse und Herkunft, das Priestertum erhalten.

## Bedeutung in der Theologie
Gemäß der Theologie der Kirche ist das Priestertum die Macht Gottes, die zu einem gewissen Teil dem Menschen gegeben wird. Es ist dies die Macht, durch die die Kirche geführt wird. Geht das Priestertum verloren, so ist auch die Berechtigung nicht vorhanden, im Namen Gottes zu handeln.
Im Unterschied zu anderen christlichen Gemeinschaften ist der Vollzug von Heiligen Handlungen zwingend daran gebunden, dass der Vollziehende das dafür nötige Amt im Priestertum innehat. Bezüglich der Legitimität von heiligen Handlungen ist daher die Frage entscheidend, ob der Betreffende bzw. die Kirche, die er vertritt, diese Vollmacht durch das Priestertum hat.
Die Kirche Jesu Christi lehrt, dass die apostolische Vollmacht, durch die jeder Priestertumsträger letztendlich sein Priestertum bekommt, im Zuge der Glaubensverwirrungen zwischen dem 2. und 4. Jahrhundert nach Christus verloren gegangen sei. Daher sei diese Vollmacht bis zur erneuten Wiederherstellung durch Petrus, Jakobus und Johannes im Jahr 1829 nicht vorhanden gewesen. Damit steht die Kirche Jesu Christi der Heiligen der Letzten Tage im Widerspruch zur katholischen Kirche und zu den orthodoxen Kirchen, die den Standpunkt vertreten, dass die apostolische Vollmacht über die Bischöfe ungebrochen bis in die heutige Zeit weitergegeben worden sei (Apostolische Sukzession). Mit der Ansicht, welche die Notwendigkeit der Priestertumsvollmacht betont, die direkt auf Jesus Christus zurückzuführen ist, steht die Kirche Jesu Christi auch im Widerspruch zu den meisten evangelischen Kirchen, die lehren, dass eine solche apostolische Vollmacht nicht nötig oder bei allen Gläubigen zu finden sei.
Die Bedeutung, die der korrekten, bevollmächtigten Weitergabe des Priestertums in der Kirche Jesu Christi der Heiligen der Letzten Tage beigemessen wird, zeigt sich in der sogenannten „Ordinierungslinie“, über die jeder Priestertumsträger verfügt. Damit soll sich die verliehene Vollmacht über denjenigen, der ihn ordiniert hat, und denjenigen, der diesen ordiniert hat usw., bis zu Joseph Smith und über ihn zu Petrus, Jakobus und Johannes, welche vor rund 2000 Jahren von Jesus Christus selbst erwählt und ordiniert worden seien, verfolgen lassen.
Aus dieser Haltung bezüglich der Vollmacht ergibt sich, dass Heilige Handlungen (Sakramente) anderer Kirchen nicht als vor Gott bindend anerkannt werden.

## Frauen

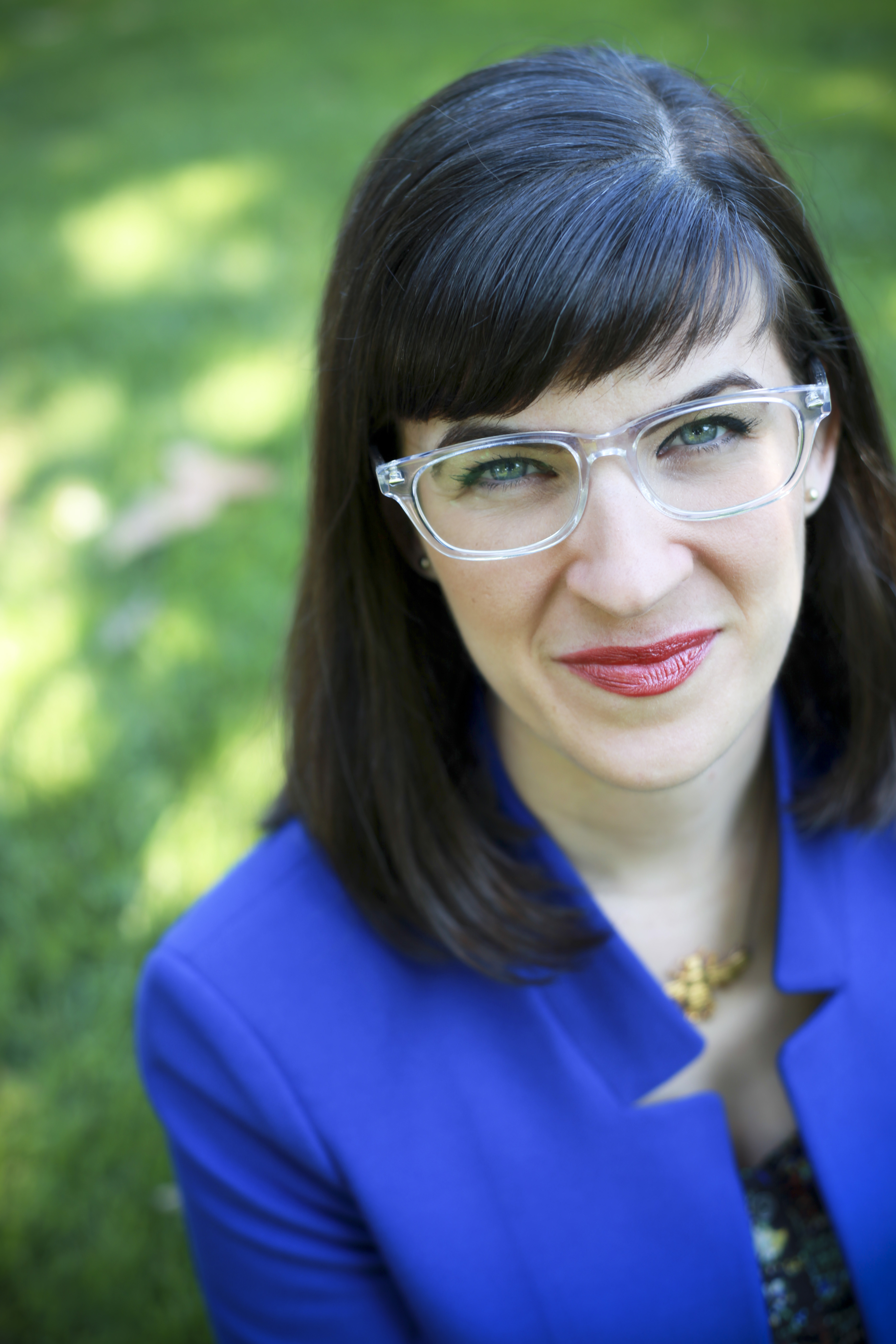
Die US-amerikanische mormonische Feministin Kate Kelly

Frauen werden in der Kirche Jesu Christi nicht zum Priesteramt ordiniert.
Ungeachtet dessen nehmen Frauen Leitungsfunktionen innerhalb der Kirchenstrukturen (Frauenhilfsvereinigung, Org. Junge Damen, Primarvereinigung) ein, sind bei zahlreichen Ratsgremien der Kirche vertreten, versehen den Missionsdienst, sind seelsorgerisch tätig und lehren im sonntäglichen Gottesdienst sowie bei überregionalen Konferenzen. Die Kirche vertritt die Ansicht, dass Frauen, wenn sie innerhalb der Kirche ein Amt, eine Aufgabe oder Berufung übernehmen, ebenfalls für den zugewiesenen Bereich mit Priestertumsvollmacht ausgestattet werden.
Die Kirche lehrt darüber hinaus, dass Männer und Frauen, die im Tempel Bündnisse schließen, mit der gleichen Macht des Priestertums ausgestattet werden. Wer im Tempel das Endowment empfängt, erhält somit kraft des Bündnisses als Gabe die Macht des Priestertums Gottes. Aus diesem Grund tragen die Frauen bei den Tempelverordnungen ebenfalls die Zeremonie- bzw. Priestertumsgewänder und vollziehen bestimmte heilige Handlungen als Amtierende im eigenen Bereich.
In den Anfangstagen der Kirche Jesu Christi war es üblich, dass Frauen anderen Personen die Hände aufgelegten, um Segen zu spenden. Joseph Smith, der erste Prophet der Kirche Jesu Christi, erklärte an die Frauen der Kirche gerichtet, dass es keine Sünde sei, wenn jemand dies tut, der Glauben hat. Weiters wies er an, dass jeder seine Zunge im Zaum halten und es geschehen lassen soll, wenn die Schwestern Glauben haben, Kranke zu heilen. Zu Beginn des 20. Jahrhunderts trat diese Praxis Schrittweise in den Hintergrund, da die Kirchenautoritäten verstärkt darauf verwiesen, dass es zu bevorzugen sei, der Weisung im Neuen Testament zu folgen, die Ältesten zu rufen. Die aktuellen Anweisungen der Kirche legen fest, dass nur Träger des melchisedekischen Priestertums einem Kranken oder Bedrängten einen Segen geben dürfen.
Der frühere Präsident der Kirche Gordon B. Hinckley wies im Rahmen eines Interviews im Jahr 1997 darauf hin, dass er es für möglich halte, dass in Zukunft auch Frauen zum Priestertum ordiniert werden könnten – es gebe jedoch seiner Ansicht nach diesbezüglich keine Agitation.
Mehrere feministische Gruppierungen und Bewegungen wurden in den letzten Jahrzehnten gegründet, um Ungleichbehandlungen in der Kirche aufzuzeigen und für Frauen eine größere Einflussnahme innerhalb der Kirche zu erwirken. Im Jahr 2014 wurde Kate Kelly, die Mitbegründerin der bekanntesten feministischen Organisation Ordain Women, aus der Kirche ausgeschlossen.